# Simon Portius (Grammatiker)
Simon Portius, auch mit dem Beinamen Romanus, (italienisch Simone Porzio, griechisch Σίμων Πόρκιος Ρωμάνος Símon Pórkios Romános, 17. Jahrhundert) war ein griechischer Grammatiker.
Über Simon Portius weiß man, abgesehen davon, dass er 1638 eine Grammatik des Neugriechischen in lateinischer Sprache veröffentlicht, kaum etwas. Aus dem Widmungsbrief, den er an den Kardinal Richelieu richtet, lässt sich schließen, dass es sich um einen katholischen Griechen handelt, der seinen Glaubensgenossen ein Instrument für die Mission an die Hand geben und seine Sprache im Westen bekannt machen möchte. Wilhelm Meyer-Lübke (1861–1936) begründete durch die Herausgabe dieses Werks die historische Erforschung der neugriechischen Grammatik.

## Bibliographie
- Simon Portius: Grammatica linguae graecae vulgaris. Reproduction de l'édition de 1638 suivie d'un commentaire grammatical et historique par Wilhelm Meyer avec une introduction de Jean Psichari. E. Bouillon et E. Vieweg, Paris 1889, (online).